# Леончук Микола Костянтинович
Мико́ла Костянти́нович Леончу́к (1915, село Прибудок, тепер Жлобинського району Гомельської області, Білорусь — ?) — український радянський діяч, інженер-будівельник, начальник комбінату «Донецькважбуд» Донецької області. Депутат Верховної Ради УРСР 8-го скликання.

## Біографія
Член ВКП(б) з 1941 року.
Служив у Червоній армії, учасник німецько-радянської війни.
Освіта вища. Перебував на відповідальній роботі у галузі будівництва.
На 1962 рік — головний інженер тресту «Макбуд» Ради народного господарства Донецького економічного району.
На початку 1970-х років — начальник комбінату «Донецькважбуд» Міністерства будівництва підприємств важкої індустрії УРСР.

## Нагороди
- орден Вітчизняної війни ІІ ст. (6.04.1985)
- ордени
- медалі